# Harrison (Arkansas)
Harrison è un centro abitato (city) degli Stati Uniti d'America, capoluogo della contea di Boone, nello Stato dell'Arkansas. Nel 2009 la popolazione era di 13.183 abitanti.

## Geografia fisica
Secondo i rilevamenti dello United States Census Bureau, Harrison si estende su una superficie di 10,23 km².

## Storia
La contea di Boone fu istituita nel 1869 durante la ricostruzione in seguito alla guerra civile. Harrison fu fondata in quel periodo in onore del generale L. LaRue Harrison.
La contea è famosa per essere vicina a  Zinc, il quartier generale del Ku Klux Klan.